# Паткюла
Па́ткюла (ест. Patküla) — село в Естонії, у волості Тирва повіту Валґамаа.

## Населення
Чисельність населення на 31 грудня 2011 року становила 196 осіб.

## Історія
До 21 жовтня 2017 року село входило до складу волості Гелме.

## Пам'ятки
- Маєток Паткюла (Patküla mõis)

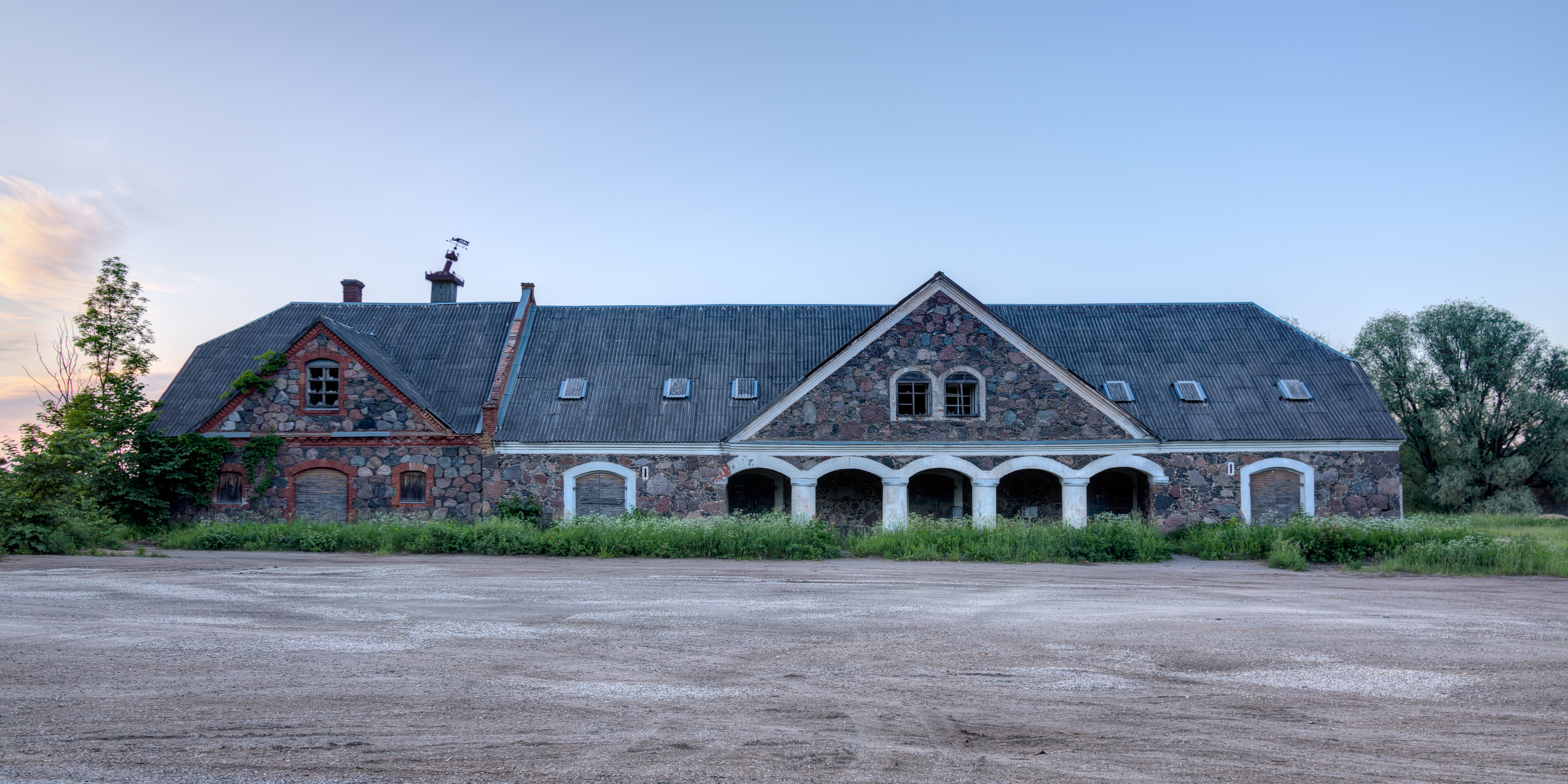
Сушарка маєтку
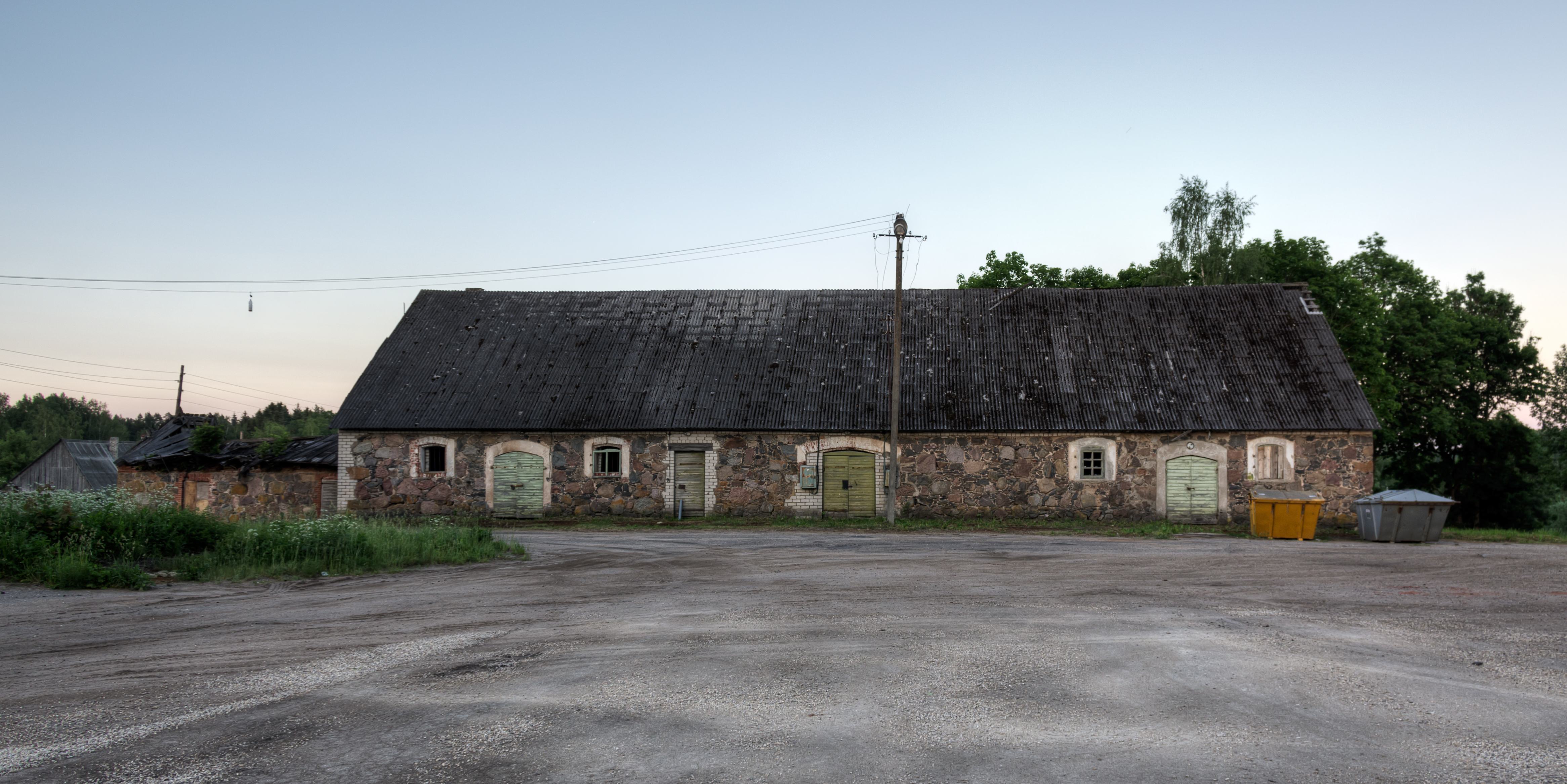
Стайня маєтку